# Eleutherios
Eleutherios – egzarcha Kartaginy po 665 roku. 
Był bizantyńskim generałem, który z rozkazu Konstansa II obalił poprzedniego egzarchę Gennadiosa. 